# Claude Miller

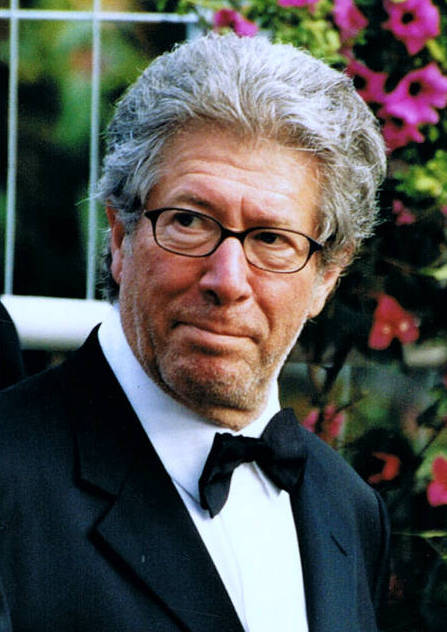
Claude Miller, 2003

Claude Miller (* 20. Februar 1942 in Paris; † 4. April 2012 ebenda) war ein französischer Filmregisseur und Drehbuchautor.

## Karriere
Claude Miller entstammte einer jüdischen Kleinbürgerfamilie. Er studierte an der Filmhochschule IDHEC in Paris, der heutigen École Nationale Supérieure des métiers de l’image et du son, La Fémis. Später arbeitete Miller als Assistent an der Seite von Regiegrößen wie Marcel Carné, Michel Deville, Jean-Luc Godard, Robert Bresson und Jacques Demy. Von 1968 bis 1975 war er Produktionsleiter bei verschiedenen Filmen von François Truffaut, eine Erfahrung, die ihn entscheidend prägte. 
Während dieser Zeit entstanden mehrere Kurzfilme, doch erst 1976 folgte sein erster Langfilm Unser Weg ist der beste, der in mehreren Kategorien für den französischen Filmpreis César nominiert war. Es folgten weitere César-Nominierungen und Preise für einige seiner Filme. Charlotte Gainsbourg erhielt von ihm ihre erste große Filmrolle in Das freche Mädchen (1985). 1998 gewann Miller den großen Preis der Jury in Cannes für seinen Film Die Klassenfahrt (Drehbuch: Emmanuel Carrère). Zu Millers bekanntesten Filmen zählen außerdem Das Verhör (1981) mit Romy Schneider und Das Auge (1983) mit Isabelle Adjani.
Claude Miller war ab dem Jahr 2007 Präsident der Filmhochschule La fémis in Paris. Nach seinem Tod wurde sein letztes Werk, die Literaturverfilmung Thérèse (Originaltitel: Thérèse Desqueyroux) nach dem gleichnamigen Roman von François Mauriac mit Audrey Tautou in der Titelrolle als Abschlussfilm der 65. Internationalen Filmfestspiele von Cannes ausgewählt.

## Filmografie

### Regie
- 1976: Unser Weg ist der beste (La meilleure façon de marcher)
- 1977: Süßer Wahn (Dites-lui que je l’aime)
- 1981: Das Verhör (Garde à vue)
- 1983: Das Auge (Mortelle randonnée)
- 1985: Das freche Mädchen (L’effrontée)
- 1989: Die kleine Diebin (La petite voleuse)
- 1992: L’accompagnatrice
- 1994: Das Lächeln (Le sourire)
- 1995: Lumière et compagnie
- 1998: Die Klassenfahrt (La classe de neige)
- 2000: Das Zimmer der Zauberinnen (La chambre des magiciennes)
- 2001: Betty Fisher et autres histoires
- 2003: Die kleine Lili (La petite Lili)
- 2007: Ein Geheimnis (Un secret)
- 2009: Je suis heureux que ma mère soit vivante
- 2011: Voyez comme ils dansent
- 2012: Thérèse (Thérèse Desqueyroux)

### Darsteller
- 1970: Der Wolfsjunge (L’enfant sauvage)